# パーヴェル・バジョーフ

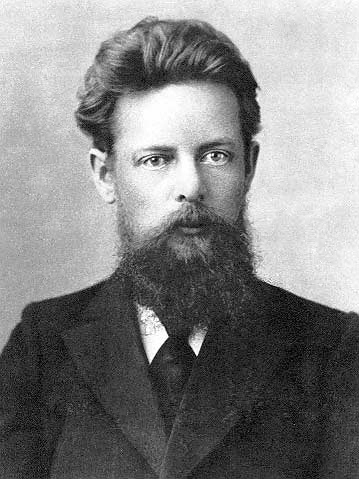
パーヴェル・バジョーフ（1911年）

パーヴェル・ペトローヴィチ・バジョーフ（露：Па́вел Петро́вич Бажо́в；ラテン翻字例：Pavel Petrovich Bazhov, 1879年1月27日 - 1950年12月3日）はロシアの小説家。
教師、編集者を経て中年から創作を始めた。代表作は短編集『孔雀石の小箱』（1939年）。これはウラル地方の民話を基にした童話の短編集で、ソ連時代の1939年に刊行された。バジョーフは、ロシア革命とロシア内戦を扱った本も数冊書いている。
ロシアの副首相を務めたこともある政治家、エゴール・ガイダルは彼の孫に当たる。

## 経歴

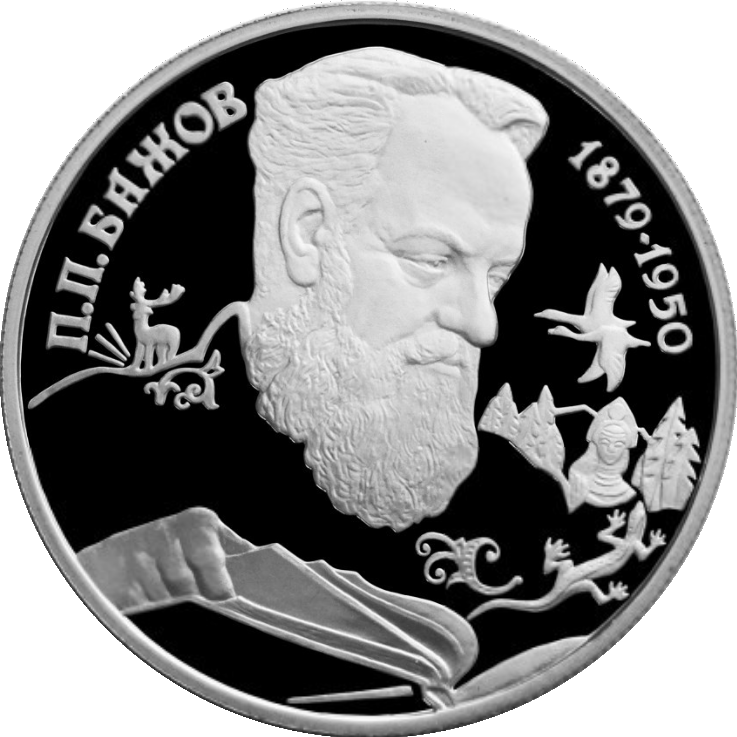
バジョーフ生誕115周年記念として発行されたロシアの2ルーブル硬貨

ウラル地方の都市スィセルチ（Сысерть；革命家を多く産み出したことで有名）で生まれた。父のピョートル・バジョーフは溶接工の親方であった。一家は（当時の工場街ではありがちなことだが）生活費を得るために大きな苦労を払っていたが、帝政ロシアにおいては事実上なんらの政治的権利も持たなかった。1889年から93年の期間、エカテリンブルクの教区学校に通う。彼は多くの抗議活動に関わり、教師に不忠者のレッテルを貼られた。エカテリンブルクという都市はバジョーフに大きな感銘を与えた。彼は後年、ここに住むために戻っている。1899年、バジョーフはペルミの神学校をクラス3位の成績で卒業した（なおこの学校の著名な出身者にはアレクサンドル・ポポフやドミトリー・マーミン＝シビリャークらがいる）。その後トムスク神学大学への進学を夢見たが、入学は叶わなかった。
やむを得ず一時的に国語（ロシア語）教師になり、はじめエカテリンブルクで、その後カムィシロフ（Камышлов）で働く。1907年から14年にかけては司教区の女子大学でロシア語を教えた。この時期、彼は同校でヴァレンティナ・イヴァニツカヤという女子学生と出会い、結婚している。彼の詩の多くが、彼女への愛・彼女との幸福を歌ったものである。
第一次大戦の勃発時、バジョーフは2人の娘を持ち、またボリシェヴィキに加わっていた。1918年、彼は赤軍の志願兵となってウラルの最前線に配備された。1920年の秋、バジョーフはセミパラチンスクに移り、この地方の共産党の委員会のメンバーに選出された。彼はこの地方の職能組合の会議を指揮するよう命じられたが、しばしば自分の職分を超えて仕事に打ち込んだ。1923年から29年、彼はエカテリンブルクに住んで『農民新聞』の編集局で働いた。また、古びた工場での生活や1924年に至る内戦に関するエッセイを寄稿した。この時期に、最初の著作、1880・90年代のウラルでの生活を描いた"Уральские были" (1924) を出版した。
ウラルの民間伝承をテーマに40編あまりの童話を書いたのもこの時期で、それらの作品は短編集『孔雀石の小箱』（Малахитовая Шкатулка; Malakhitovaya Shkatulka、1939年）（孔雀石の小箱）にまとめられた。本書は好評でバジョーフの代表作となり、また彼にソビエト連邦国家賞をもたらした（1943年）。彼は後年、この本に新しい話を加筆している。1944年、英訳がニューヨークとロンドンで出版された。後年、セルゲイ・プロコフィエフは本書の一篇「石の花」（Каменный цветок; Kamennyy tsvetok）を基にバレエ『石の花』を製作している。またソ連最初のカラー映画として有名な『石の花』（1946年）もこれを原作とする。
ソ連において、バジョーフは1917年から20年の時期の活動を根拠に祭り上げられた側面がある。D・A・クーン（D. A. Kuhn）はカザフ・ソビエト社会主義共和国建国60周年の報告でバジョーフのことを「革命と内戦の年代において、ライフル・犂・本を手に、高い国際感覚・快活さ・勇気・英雄的精神をもってカザフの生活圏を主張した人物」と評している。彼はそれらの活動によりレーニン勲章とソビエト連邦国家賞を授けられている。
第二次大戦中のバジョーフは、エカテリンブルクおよび疎開先で作家として働いた。戦後、彼の視力は劇的に低下したが編集の仕事はやめず、また民話の収集とその小説化も続けた。
1950年、モスクワで没。エカテリンブルクに埋葬された。

## 主な著書
- «Уральские были» (1924) - ルポタージュ
- «Формирование на ходу» (1937)
- «Зелёная кобылка» (1939) - 自伝的作品
- «Малахитовая шкатулка» (1939)（孔雀石の小箱） - 民話の作品集
- «Ключ-камень» (1942) - 民話の作品集
- «Сказы о немцах» (1943)（ドイツ民話集） - 作品集
- «Дальнее — близкое» (1949) - 回想録
- «За советскую правду»
- «Через межу»
- «Отслоения дней» - 日誌、書簡

## 日本語訳
- "Малахитовая Шкатулка"
  - 『石の花』

神西清,池田豊(池田健太郎)共訳 河出書房 ソヴェト文学全集 1953　
『石の花 他七篇』神西清,池田健太郎訳 角川文庫 1958
島原落穂訳 A.ベリューキン画 童心社 1979　のちフォア文庫
佐野朝子訳、岩波少年文庫、1981年） - 1945年版を原書とし、「くじゃく石の小箱」など8編を収録
松谷さやか訳 井江栄絵　少年少女世界名作の森 集英社 1990
- 『石の花 ロシア・ウラル地方に伝わるおはなし』江上修代訳 芦川雄二画 新読書社 2002

空色のへび/金の髪/エルマクの白鳥/青い老婆シニューシカの井戸/石の花/山の石工
- 『火のおどり子』西郷竹彦訳 佐藤忠良絵 麦書房 1958
- 『火のおどり子・銀のひづめ』松谷さやか訳 箕田美子絵 偕成社 1982

- 『石の花』（バジョーフ・民話の本 1）島原落穂訳 A.ベリューキン画 童心社 1979年 ISBN 978-4-494020102 - 1977年版を底本とし、以下4分冊で全23編を収録

銅山のあねさま/孔雀石の小箱/石の花/山の石工/もろい小枝/
- 『小さな鏡』（バジョーフ・民話の本 2）島原落穂訳 A.ベリューキン画 童心社 1983年 ISBN 978-4-494020164

ジェレースコの表紙/二匹のとかげ/管理人の靴底/ソーチェンの宝石/草地の穴/小さな鏡/
- 『火の踊り子』（バジョーフ・民話の本 3）島原落穂訳 A.ベリューキン画 童心社 1983年 ISBN 978-4-494020195

猫の耳/大蛇の話/蛇のあと/ジャブレイの道/黄金のダイコ/火の踊り子/
- 『銀のひづめ』（バジョーフ・民話の本 4）島原落穂訳 A.ベリューキン画 童心社 1984年 ISBN 978-4-494020201

空色の蛇/シニューシカの井戸/銀のひづめ/エルマークの白鳥/黄金の髪/いとしの名前/

## 推薦資料
- Bazhov, Pavel. The Malachite Casket'. Fredonia Books, 2002.
- Bazhov, Pavel. The Mistress of the Copper Mountain and other Tales.
- Batin, Mikhail. "Pavel Bazhov". Sredne-Uralskoe knizhnoe izdatelstvo, 1983.
- Biography of Pavel Bazhov（ロシア語）

## 参考資料
- Pavel, Bazhov. "Biography" http://bazhov.ural.ru/bazov/ppbazhov.html （ロシア語）
- Pavel, Bazhov. "Pavel Bazhov" http://www.russia-ic.com/people/culture_art/293/ （英語）
- 岩波少年文庫版『石の花』巻末「訳者あとがき」（佐野朝子）